# Trontano

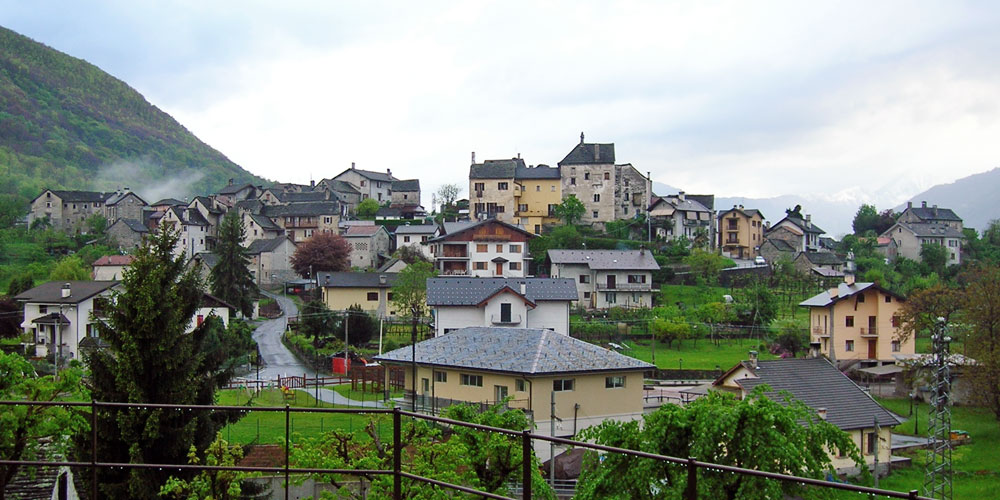
Trontano

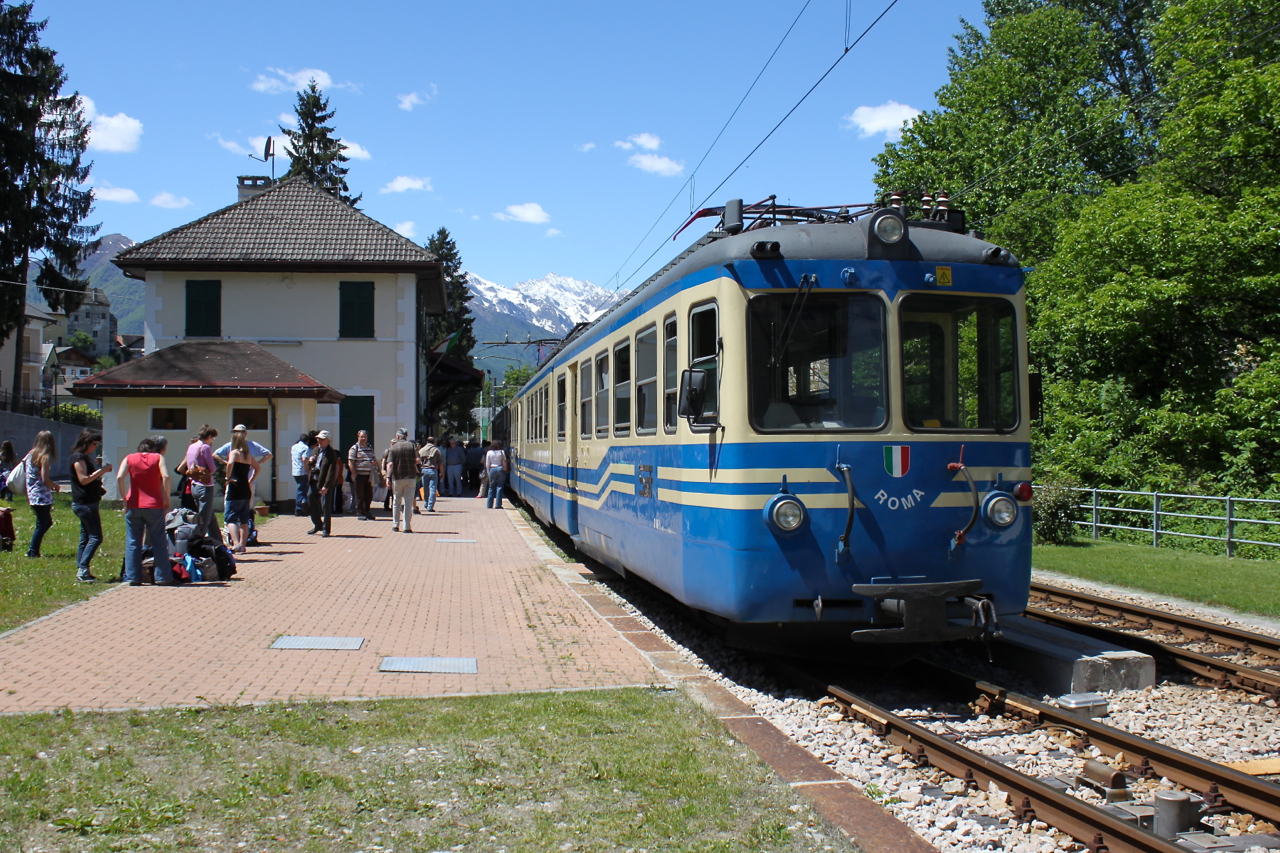
Bahnhof Trontano

Trontano ist eine Gemeinde in der italienischen Provinz Verbano-Cusio-Ossola (VCO) in der Region Piemont.

## Lage und Einwohner
Trontano liegt 48 Straßenkilometer nordwestlich der Provinzhauptstadt Verbania  und 6 km östlich von Domodossola auf einer Höhe von 520 m s.l.m. Das Gemeindegebiet umfasst eine Fläche von 56,74 km². Die Gemeinde hat 1648 Einwohner (Stand 31. Dezember 2023). Zu Trontano gehören die Fraktionen (Frazioni) Casello, Castello, Chiesa, Cimui, Cocco, Cosa, Cosasca, Croppo, Grignaschi, Marone, Melezzo, Paiesco, Pigiaia, Pello, Porcelli, Premazzasca, Ronco, Scarepi, Quara, Quarata, Ventriago und Verigo.
Ein Teil des Gemeindegebiets gehört zum Nationalpark Val Grande. 
Die Nachbargemeinden sind Beura-Cardezza, Cossogno, Domodossola, Druogno, Malesco, Masera, Premosello-Chiovenda und Santa Maria Maggiore.

## Verkehr
Die Gemeinde Trontano liegt an der Bahnstrecke Domodossola-Locarno.

## Sehenswürdigkeiten
- Pfarrkirche Maria Nascente erbaut 1554 mit merkwürdiger romanischer Fassade, bewahrt Fresken (14. Jahrhundert)
- Oratorium Santa Marta mit Fresken (1739) des Malers Giuseppe Mattia Borgnis (1701–1761) aus Craveggia
- Imposante Casa forte, Reste eines befestigten Gebäudes

## Persönlichkeiten
- Giovanni Antonio Viscardi (* um 1510 in Trontano; † nach 1575 in Roveredo), er zog nach Locarno, nahm dort den reformierten Glauben an und heiratete Caterina Muralto. Er flüchtete nach der Ausweisung der Protestanten 1555 nach Roveredo (GR) und wirkte dort als Lehrer; zusammen mit Giovanni Beccaria bemühte er sich 20 Jahre lang um die Ausbreitung der Reformation im Misox.[2]